# Landscape Arch Trail
Le Landscape Arch Trail est un sentier de randonnée américain situé dans le comté de Grand, dans l'Utah. Protégé au sein du parc national des Arches, il permet de rejoindre depuis la route la Landscape Arch, une arche naturelle à laquelle il doit son nom.